# Reynold Cheruiyot
Reynold Kipkorir Cheruiyot (né le 30 juillet 2004) est un athlète kényan, spécialiste du 1 500 mètres.

## Biographie
Il remporte le titre du 1 500 m des championnats du monde juniors de 2022, à Cali en Colombie,  en 3 min 35 s 83.
En 2023, il se classe deuxième de la course individuelle junior des championnats du monde de cross-country à Bathurst (Australie). En avril 2023, il devient champion d'Afrique junior du 1 500 m à Lusaka en 3 min 33 s 65. Le 13 mai 2023, lors du meeting de Nairobi, il porte son record personnel sur 1 500 m à 3 min 32 s 01.
En fin de saison il termine 5e du Bowerman Mile à Eugene en 3 min 48 s 06, ce qui constitue le nouveau record mondial junior sur cette distance.

## Palmarès
| Date | Compétition                            | Lieu     | Résultat | Épreuve       | Temps         |
| ---- | -------------------------------------- | -------- | -------- | ------------- | ------------- |
| 2022 | Championnats du monde juniors          | Cali     | 1er      | 1 500 m       | 3 min 35 s 83 |
| 2023 | Championnats du monde de cross-country | Bathurst | 2e       | Course junior | 24 min 30 s   |
| 2023 | Championnats d'Afrique juniors         | Lusaka   | 1er      | 1 500 m       | 3 min 33 s 65 |
| 2023 | Championnats du monde                  | Budapest | 8e       | 1 500 m       | 3 min 30 s 78 |

## Records
| Épreuve | Temps                 | Lieu    | Date              |
| ------- | --------------------- | ------- | ----------------- |
| 1 500 m | 3 min 30 s 30         | Chorzów | 16 juillet 2023   |
| Mile    | 3 min 48 s 06 (WU20R) | Eugene  | 16 septembre 2023 |